# Mehmet Ebussuud Efendi
Mehmet Ebussuud Efendi (törökül: Mehmed Ebussuud Efendi) (1490. december 30. – 1574. augusztus 23.) oszmán tudós, jogász, bíró és főmufti. Családja a kurd Amadiya városából származott, megnevezése Abū s-Su'ūd vagy Hoca Cselebi volt.

## Élete
Ebussuud Efendi az İskilipből származó Muhiddin Mehmed Efendi fia volt. Az 1530-as években Ebussuud Bursa és Isztambul városában, valamint Ruméliában szolgált bíróként, ahol a helyi törvényeket összhangba hozta az iszlám joggal, a saríával. 1545-ben I. Szulejmán szultán nevezte ki főmuftinak, azaz legfőbb bírónak. Ezt a posztot élete végéig betöltötte. Szoros kapcsolatot ápolt az uralkodóval, az általa kibocsátott rendelkezések legitimálta többek között a jeziditák meggyilkolását és később II. Szelim szultán számára 1571-ben Ciprus meghódítását is.
Kanuni azaz a Törvényhozó Szulejmán Ebussuud Efendivel az egész oszmán joggyakorlatot átszervezte, újrafogalmazta, minek következtében azok sokkal szigorúbban ítélkeztek, a kormányzatokat szabályozták, a jogi kereteket pedig a saría és az oszmán közigazgatási törvények, a qānūn tartotta egyensúlyban. Míg korábban a bírák szabadon értelmezhették az iszlám jogot, Ebussuud ezt keretek közé szorította, oly módon, hogy a bírák a szultán jóváhagyása nélkül nem hozhattak ítéletet és arra kényszerítette őket, hogy annak fermánjait, azaz a szultáni okiratot kövessék ítéleteikben.
Amellett, hogy Ebussuud Efendi számos igazságügyi reformot hajtott végre, nevéhez számos fetva kiadása is köthető. Az ő idejében terjedt el a Karagöz és Hacivat, a később hagyományossá váló oszmán árnyjáték, valamint az ő nevéhez köthető a kávé muszlim világban való engedélyeztetése is.

## A popkultúrában
A Szulejmán (Muhteşem Yüzyıl) tévésorozatban Tuncel Kurtiz török színész alakította szerepét.